# Stenaelurillus darwini
Stenaelurillus darwini là một loài nhện trong họ Salticidae.
Loài này thuộc chi Stenaelurillus. Stenaelurillus darwini được Wanda Wesołowska & Anthony Russell-Smith miêu tả năm 2000.